# Gilby Clarke

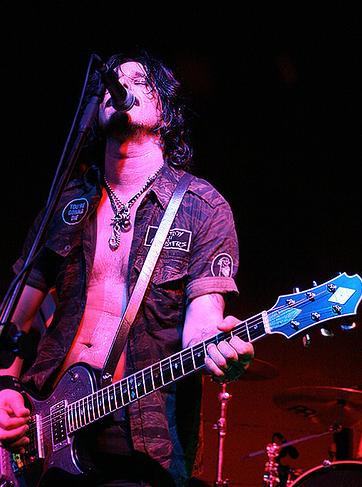

Gilbert John Clarke (Cleveland, a 17 de agosto de 1962) é um músico, compositor e produtor musical estadunidense, mais conhecido por ter sido guitarrista do Guns N' Roses durante o Use Your Illusion Tour.

## Biografia
Tocou em pequenas bandas como Candy com quem editou um álbum "Whatever Happened to Fun..." e Kills for Thrills. com quem editou dois álbuns, "Dynamite From Nightmareland" e  "Commercial Suicide".
Em 1991, Izzy Stradlin' saiu do Guns N' Roses por intrigas internas, e Gilby foi contratado para a Use Your Illusion Tour. 
Gilby ainda tocou um tempo no Rolling Stones fazendo a segunda guitarra. Em 1993, Gilby gravou com o Guns The Spaghetti Incident?, e ainda em 1993 Gilby saiu da banda, sob a alegação de que Axl Rose não dava importância às suas músicas. Após não receber os direitos que ele dizia serem dele, Clarke processou a banda em 1995. Clarke diz que ele não queria ir aos tribunais mas decidiu fazê-lo porque ninguém no GN’R retornava as suas ligações. O GN’R processou ele também. O assunto foi resolvido com um pagamento não revelado a Clarke.
Desde então, lançou 4 álbuns-solo,"Swag", "Rubber", "The Hangover" e "Pawnshop Guitars".
Tocou com a banda "Slash's Snakepit" do ex-Guns Slash, com quem gravou o álbum "It's 5 o'clock Somewhere" em 1995.
Actualmente toca com The Starfuckers.
 

Em 2006, Gilby estrelou um Reality show ao lado de Tommy Lee (Motley Crue) e Jason Newsted (Ex-Metallica), para a escolha de um vocalista para formarem a banda Supernova. Lukas Rossi foi o vencedor. Em 2007, a banda lançou o CD "Rockstar Supernova", mas obteve uma vendagem insignificante, o que levou ao fim da banda. 
"Foi realmente muito duro, não vou mentir. Eu pensei que iria durar por muito mais tempo. Acho que meu ego ficou grande demais depois que tudo o que foi dito e feito, e descendo das nuvens percebo agora que o chão é obviamente meu lugar. Voltar daquela turnê foi tipo ’Onde está toda a glória?’”, comentou Lukas Rossi.
No dia 11 de Dezembro de 2007, Gilby veio ao Brasil para fazer um show acústico surpresa na porta da MTV, em São Paulo. Ele tocou junto com Eric Dover (Snakepit) músicas do Guns N’ Roses e Rolling Stones, além de algumas canções de sua carreira solo e da banda Rockstar Supernova. No dia seguinte, Gilby tocou no Manifesto Bar, também em São Paulo.
Sua mulher é estilista, e batizou diversas roupas masculinas como "Gilby" em sua homenagem. Tem uma filha, Francisca.

## Discografia

### Albums e EPs

#### Com Candy
- Whatever Happened To Fun (1985)
- Teenage Neon Jungle  (2003)

#### Com Kill For Thrills
- Commercial Suicide (1988)
- Dynamite From Nightmareland (1989)

#### Com Guns N' Roses
- The Spaghetti Incident? (1993)
- Live Era: '87-'93 (1999)
- Greatest Hits (2004)

#### Solo
- Pawnshop Guitars (1994)
- Blooze (1995)
- The Hangover (1997)
- Rubber (1998)
- 99 Live (1999)
- Swag (2002)
- Gilby Clarke (2007)

#### Com Slash's Snakepit
- It's Five O'Clock Somewhere (1995)

#### Com Col. Parker
- Rock N Roll Music (2001)

#### Com Nancy Sinatra
- California Girl (2002)

#### Com Rock Star Supernova
- Rock Star Supernova (2006)

## Curiosidades
- Em 1993 Gilby teve um acidente de motocicleta perto do final da turnê, e tiveram de chamar Izzy Stradlin para tocar nos últimos 5 shows.
- Gilby é muito amigo de Slash e está presente em quase todas as turnês do Velvet Revolver.
- Em 2006, no Rock Honors (como Super group), Gilby tocou ao lado do Slash, Ace Frehley, Scott Ian, Tommy Lee e Rob Zombie um tributo ao KISS, a música apresentada foi uma versão de heavy metal de God Of Thunder.
- Os conflitos com Axl Rose parecem ter acabado quando o mesmo subiu ao palco onde Gilby tocava em 2000 para um dueto.